# Sangalopsis basidentata
Sangalopsis basidentata là một loài bướm đêm trong họ Geometridae.